# Хронология Петербургского метрополитена

## XIX век

### 1889
- Правление Балтийской железной дороги разработало проект метрополитена, согласно которому подземной линией соединялись все вокзалы Петербурга.

### 1893
- Камер-юнкер Р. К. фон Гартман предложил соединить центр города с вокзалами линией скоростной железной дороги.
- Гласный Городской думы барон Ф. Р. Бистром дополнил предыдущий проект новой линией по Екатерининскому (Грибоедова) каналу.

### 1895
- Инженер путей сообщения Я. К. Ганеман предложил засыпку Екатерининского канала с устройством в его «ложбине» электрической железной дороги.

### 1900
- В Гатчине под Санкт-Петербургом по проекту инженера И. В. Романова была построена подвесная железная дорога.

## XX век

### 1901
- Инженер Г. А. Гиршсон создал проект подземной дороги под Невским проспектом.
- Инженер путей сообщения П. А. Рашевский разработал проект двух наземных линий метрополитена, которые соединяли центр города и вокзалы.
- Инженер путей сообщения В. Н. Печковский предложил построить железную дорогу на эстакадах от Казанского собора к Балтийскому и Варшавскому вокзалам.

### 1901—1902
- Гражданский инженер П. И. Балинский разработал несколько вариантов проекта Петербургского метрополитена.

### 1902
- Инженер путей сообщения С. Н. Кульжинский предложил соединить все вокзалы надземной линией метрополитена.
- Инженер Г. А. Гиршсон предложил соорудить линию метрополитена, включавшую подземные и наземные участки от Балтийского и Варшавского вокзалов до Финляндского.

### 1904
- Гласный Городской думы А. Н. Никитин предложил вариант проекта метрополитена.

### 1906
- Акционерное общество «Русских электротехнических заводов Сименс и Гальске» представило проект подземной электрической дороги под Невским проспектом.
- Инженер путей сообщения А. А. Лешерн фон Герцфельд ходатайствовал о проведении через центр города надземной электрической железной дороги.

### 1907
- Предприниматель и журналист И. П. Табурно проектировал скоростную дорогу на эстакадах над Екатерининским (Грибоедова) каналом.
- Бельгийские инженеры И. Поле и П. Ф. Лево, инженер путей сообщения В. Н. Беляев, техник М. П. Мульханов и предприниматель Г. Т. Полипов разработали проект скоростной дороги по реке Таракановке и Екатерининскому (Грибоедова) каналу.

### 1909
- Комиссия по выработке мероприятий для улучшения условий пассажирского движения на казённых железных дорогах Санкт-Петербургского узла под председательством Главного инспектора Министерства путей сообщения А. Н. Горчакова, обобщив многие прежние разработки, предложила прокладку трёх линий метрополитена.

### 1911—1912
- Инженер путей сообщения Ф. Е. Енакиев разработал Проект преобразования Петербурга, включавший строительство сети метрополитена.

### 1913—1915
- По проекту инженера С. А. Бернатовича построена линия железной дороги от Нарвских ворот до посёлка Княжево (вблизи Трамвайного проспекта) — первая электрифицированная железнодорожная линия в России, позднее получившая название ОРАНЭЛ.

### 1914—1917
- В Управлении городских железных дорог разработаны несколько вариантов проектов строительства надземных и подземных линий метрополитена. Один из главных разработчиков — инженер-электрик Ю. К. Гринвальд.

### 1917
- Инженер-электрик Г. О. Графтио разработал проект сооружения наземного «железнодорожного метрополитэна» от Балтийского вокзала до станции «Удельная».

### 1930
- Ю. К. Гринвальд, главный инженер Управления городских железных дорог, создал проект строительства в Ленинграде трёх диаметральных линий метрополитена и двух соединительных.

### 1931
- Инженер О. Н. Штерцер разработал проект двух линий метрополитена.

### 1932
- В институте «Ленгоспроекттранс» профессор Е. А. Яковлев разработал проект двух линий метрополитена — Витебской и Балтийской.

### 1933
- Проект метрополитена разработан в ЛНИИКХе. Предусматривалось сооружение трёх линий.

### 1934
- В мастерской А. С. Никольского разработан проект метро (подземного трамвая) для Крестовского острова.

### 1935
- АПО Ленсовета создан проект метрополитена, согласно которому предполагалось строительство трёх линий.

### 1937
- В ЛНИИКХе разработан новый проект метрополитена, включавший строительство трёх диаметральных, а также радиальной, окружной и южной линий.

### 1938
- Председатель Ленгорсовета А. Н. Косыгин выступил с инициативой строительства в Ленинграде метрополитена. В ГлавАПУ составлена перспективная схема развития городского транспорта.

### 1941
- Январь: Совет Народных Комиссаров и ЦК ВКП(б) приняли постановление о строительстве в Ленинграде метрополитена.
- Апрель: начато строительство Ленинградского метрополитена, прерванное сразу после начала Великой Отечественной войны.

### 1946
- 22 мая: возобновлено строительство Ленинградского метрополитена.
- 10 декабря: состоялся первый тур конкурса на архитектурное оформление станций первой очереди строительства Ленинградского метрополитена.

### 1950
- Подведены итоги III тура конкурса на архитектурное оформление станций Ленинградского метрополитена.

### 1954
- Декабрь: при исполкоме Ленсовета образовано Управление Ленинградского метрополитена.

### 1955
- Из Московского метрополитена в Ленинград доставлено 59 вагонов метро типа «Г».
- Март: организованы курсы по обучению рабочим профессиям для Ленинградского метрополитена. По октябрь 1955 года подготовлено почти триста человек машинистов и помощников машинистов электропоездов, дежурных по станции и посту централизации, электромехаников эскалаторов и тяговых подстанций, бригадиров пути. Производственную практику слушатели курсов проходили в Московском метрополитене. Первые группы машинистов комплектовались из железнодорожников, имевших право управления локомотивами.
- 8 октября: по первой линии Ленинградского метрополитена прошёл пробный поезд.
- 14 ноября: указом Президиума Верховного Совета СССР Ленинградскому метрополитену присвоено имя В. И. Ленина.
- 15 ноября: введена в эксплуатацию первая очередь Ленинградского метрополитена от станции «Автово» до станции «Площадь Восстания» протяжённостью 10,8 км.
- Декабрь: введена в эксплуатацию первая очередь электродепо «Автово».
- Декабрь: с Мытищинского машиностроительного завода поступили первые 32 вагона новой серии «Д».

### 1956
- 30 апреля: введена в эксплуатацию станция «Пушкинская».
- Март: техническая школа метрополитена приняла первых учащихся.
- Впервые на сети железных дорог и метрополитенов применена автоматическая воздушная очистка стрелочных переводов на парковых путях.
- Перевод Кировско-Выборгской линии с 4-вагонных составов на 5-вагонные.

### 1957
- Для производства капитального ремонта эскалаторов и двигателей подвижного состава созданы Объединённые мастерские метрополитена. Впоследствии были организованы около 20 участков и отделений: механосборочное, станочное, шлифовальное, термическое, гальваническое, инструментальное, ремонтно-хозяйственное. На мастерские возложили обязанность заниматься изготовлением новой техники. Здесь изготовлялись автоматы для размена монет, автоматические контрольные пункты для станций метрополитена, подметальные и грязеуборочные машины. С 1 января 2002 года Объединённые мастерские получили статус завода.
- Начато внедрение радиооповещения на поездах.
- Первая группа метрополитеновцев награждена орденами и медалями.

### 1958
- 1 июня: введён в эксплуатацию участок Кировско-Выборгской линии (ныне линия 1) от станции «Площадь Восстания» до станции «Площадь Ленина» протяжённостью 3,4 км.
- 1 сентября: на действующем участке «Площадь Восстания» — «Площадь Ленина» введена в эксплуатацию станция «Чернышевская».
- Впервые в стране в метрополитене начаты работы по автоматизации управления поездами.

### 1959
- Введён в эксплуатацию вагон-путеизмеритель системы ЦНИИ МПС.
- Закончен перевод совмещённых тягово-понизительных подстанций на телеуправление.

### 1960
- 13 августа: введён в строй второй наклонный ход и наземный вестибюль станции «Площадь Восстания» со стороны Московского вокзала.

### 1961
- Решением Исполкома Ленсовета и Президиума облсовпрофа метрополитену присвоено звание «Предприятие высокой культуры».
- 29 апреля: введена в эксплуатацию первая очередь Московско-Петроградской линии (ныне линия 2) от станции «Парк Победы» до станции «Технологический институт» протяжённостью 6,5 км[источник не указан 2712 дней].
- Июнь: для детей сотрудников Ленинградского метрополитена открыт пионерский лагерь «Голубая стрела» в посёлке Рощино на Карельском перешейке[1].

### 1962
- Начато оборудование станций автоматическими контрольными пунктами и монеторазменными автоматами.
- Воздушно-тепловые завесы станций переведены на автоматическое программное управление.
- 31 июля: введён в строй второй наклонный ход и наземный павильон станции «Площадь Ленина» с выходом на Боткинскую улицу.

### 1963
- Введена в действие диспетчерская централизация стрелок и сигналов.
- 1 июля: введён в эксплуатацию участок Московско-Петроградской линии (ныне линия 2) от станции «Технологический институт» до станции «Петроградская» протяжённостью 5,9 км[источник не указан 2712 дней].
- Декабрь. Начата опытная эксплуатация вагона-дефектоскопа с магнитным и ультразвуковым контролем рельс.

### 1964
- Введён в эксплуатацию первый на метрополитенах страны контактно-аккумуляторный электровоз.
- На тяговой подстанции установлен первый опытный полупроводниковый кремниевый выпрямитель тягового тока.
- Введены в эксплуатацию эскалаторы новой серии ЛП.

### 1965
- 9 октября: на Московско-Петроградской линии (ныне линия 2) начаты испытания системы автоматического управления поездами.
- Кировско-Выборгская линия (ныне линия 1) оснащена поездной диспетчерской радиосвязью.
- Закончена реконструкция диспетчерской централизации с установлением контроля свободности путей перегонов.
- Техническая школа разместилась в новом здании на площадке «Автово».
- Начат перевод эскалаторов на скорость движения 0,94 метра в секунду вместо 0,72 метра в секунду.

### 1966
- Май: поступили первые вагоны серии «Е», изготовленные на Мытищинском вагоностроительном заводе.
- Май: образована служба пути как самостоятельное подразделение метрополитена.
- 1 июня: на Кировско-Выборгской линии (ныне линия 1) открыто движение на участке от станции «Автово» до станции «Дачное» протяжённостью 1,5 км[источник не указан 2712 дней].
- Июнь: вместо электромеханической службы образованы эскалаторная служба и служба электроподстанций и сетей.
- Закончен перевод эскалаторов на скорость движения 0,94 метра в секунду вместо 0,72 метра в секунду.

### 1967
- Создана служба подвижного состава. Образованы службы тоннельных сооружений и санитарно-техническая (впоследствии электромеханическая).
- Январь: началась опытная эксплуатация автоведения поездов на Московско-Петроградской линии (ныне линия 2).
- 30 апреля: введён в строй второй наклонный ход и наземный вестибюль станции «Невский проспект» с выходом на канал Грибоедова.
- 3 ноября: введена в эксплуатацию первая очередь Невско-Василеостровской линии (ныне линия 3) от станции «Василеостровская» до станции «Площадь Александра Невского» протяжённостью 8,2 км[источник не указан 2712 дней].

### 1968
- На совмещённых тягово-понизительных подстанциях начата плановая замена ртутных выпрямителей на кремниевые.
- Поступили первые вагоны серии «Ем», изготовленные на вагоностроительном заводе им. И. Е. Егорова. Отличаются от вагонов серии «Е» симметричным расположением дверей, увязкой дверной сигнализации с устройством управления, наличием системы автоведения.
- Июнь: началась опытная эксплуатация автоведения поездов на Невско-Василеостровской линии (ныне линия 3).

### 1969
- Начата модернизация освещения всех станций и вестибюлей с заменой ламп накаливания на люминесцентные и дуговые ртутные лампы.
- Объём перевозки пассажиров превысил один миллион человек в сутки.
- 11 апреля: начался перевод управления электропоездами одним машинистом без помощника.
- Организована медсанчасть метрополитена.
- Котельная на площадке «Автово» переведена с угля на газ.
- Объединёнными мастерскими начат серийный выпуск поломоечных и подметальных машин.
- 25 декабря: введен в эксплуатацию участок Московско-Петроградской линии (ныне линия 2) от станции «Парк Победы» до станции «Московская» протяжённостью 1,8 км[источник не указан 2712 дней].

### 1970
- 30 июня: в депо «Дачное» начато производство подъёмочного ремонта вагонов на поточной линии.
- 21 декабря: введен в эксплуатацию участок Невско-Василеостровской линии (ныне линия 3) от станции «Площадь Александра Невского» до станции «Ломоносовская» протяжённостью 6,15 км[источник не указан 2712 дней].
- Перевод Кировско-Выборгской и Московско-Петроградской линий с 5-вагонных составов на 6-вагонные.

### 1971
- Начато внедрение системы автоматического и дистанционного управления эскалаторами.
- Январь: Межведомственная комиссия Государственного комитета СМ СССР по науке и технике приняла в постоянную эксплуатацию автоматическую систему управления ведения поездов на Московско-Петроградской (ныне линия 2) и Невско-Василеостровской(ныне линия 3) линиях.
- 7 января: Указом Президиума Верховного Совета СССР Ленинградский метрополитен награждён орденом Ленина.

### 1972
- Введено в эксплуатацию электродепо «Московское». На парковых путях депо «Московское» впервые на метрополитене введена блочная маршрутно-релейная централизация.
- 25 декабря: введён в эксплуатацию участок Московско-Петроградской линии (ныне линия 2) от станции «Московская» до станции «Купчино» протяжённостью 4,4 км[источник не указан 2712 дней].

### 1973
- В тоннелях всех линий метрополитена во время движения электропоездов погашено освещение.
- Создано ремонтно-строительное управление Ленинградского метрополитена.
- Закончено усиление тягового электроснабжения Кировско-Выборгской линии (ныне линия 1) для пропуска 40 пар восьмивагонных составов и Московско-Петроградской (ныне линия 2) — шестивагонных составов.
- Переведены на телеуправление и телесигнализацию санитарно-технические устройства Кировско-Выборгской (ныне линия 1) и Московско-Петроградской (ныне линия 2) линий.

### 1974
- Создан отдел автоматизированных систем управления метрополитеном, в котором началась установка первой управляющей электронной вычислительной машины М-6000.
- 8 апреля: на строящемся перегоне между станциями «Лесная» и «Площадь Мужества» произошёл прорыв грунтовых вод плывуна (подземной реки) в забой. Люди были спасены, однако оба тоннеля были затоплены на 1 км в длину. На площади Мужества и прилегающих городских магистралях образовались провалы, треснули стены домов и наземных сооружений. Проникновение плывуна в тоннели действующего метро удалось остановить путём сооружения преграды недалеко от станции метро «Лесная». В связи прорывом воды ввод в эксплуатацию участка Кировско-Выборгской линии (ныне линия 1) от станции «Площадь Ленина» до станции «Площадь Мужества» был отложен.
- 2 сентября: профессионально-техническое училище № 115 метрополитена приняло первых учащихся.
- Введён в эксплуатацию первый на метрополитене грузовой вагон для перевозки колёсных пар, тяговых двигателей и других грузов.

### 1975
- Принят в эксплуатацию новый вагон-дефектоскоп, изготовленный на базе вагона серии «Е» и контролирующий одновременно две рельсовые нити.
- 22 апреля: введён в эксплуатацию участок Кировско-Выборгской линии (ныне линия 1) от станции «Площадь Ленина» до станции «Лесная» протяжённостью 3,49 км[источник не указан 2712 дней].
- 21 мая: метрополитены страны переданы в ведение Министерства путей сообщения.
- 31 декабря: введён в эксплуатацию участок Кировско-Выборгской линии (ныне линия 1) от станции «Лесная» до станции «Академическая» протяжённостью 5,26 км[источник не указан 2712 дней].
- Открыта поликлиника метрополитена.

### 1976
- Сдана в эксплуатацию вторая очередь депо «Дачное» с поточными линиями среднего и капитального ремонта вагонов.
- Начат перевод тягово-понизительных подстанций на бесконечную систему телемеханики с организацией новых диспетчерских кругов.
- На станции «Технологический институт» смонтирована первая телевизионная установка для обзора эскалаторов и среднего зала станций.
- На совмещённых тягово-понизительных подстанциях начата замена тяговых масляных трансформаторов на сухие.
- Начато производство среднего ремонта вагонов в депо «Дачное».
- Декабрь: Государственной комиссией принята в эксплуатацию система автоматического управления поездами на Кировско-Выборгской линии (ныне линия 1).

### 1977
- Поступили первые вагоны новой серии 81-717 (714).
- 29 сентября: введён в эксплуатацию участок Кировско-Выборгской линии (ныне линия 1) от станции «Автово» до станции «Проспект Ветеранов» протяжённостью 3,62 км[источник не указан 2712 дней].
- Перевод Кировско-Выборгской линии с 6-вагонных составов на 7-вагонные.
- 5 октября: станция «Дачное» закрыта.

### 1978
- Начат перевод линий на автоматический учёт электроэнергии.
- Сдана в эксплуатацию центральная телефонная станция на две тысячи номеров.
- На всех линиях управление поездами стали осуществлять машинисты без помощников.
- Начата эксплуатация эскалаторов новой серии ЭТ.
- Введён в эксплуатацию контактно-аккумуляторный электровоз с тиристорно-импульсным управлением и рекуперативным торможением.
- На площадке депо «Московское» закончено строительство главного склада службы материально-технического снабжения.
- Начат монтаж клееболтовых изолированных стыков рельсов.
- 29 декабря: введён в эксплуатацию участок Кировско-Выборгской линии (ныне линия 1) от станции «Академическая» до станции «Комсомольская» («Девяткино») протяженностью 4,32 км[источник не указан 2712 дней].

### 1979
- Ленинградский метрополитен награждён Дипломом ЦК КПСС, СМ СССР, ВЦСПС и ЦК ВЛКСМ.
- В депо «Дачное» начал производиться капитальный ремонт вагонов.
- Для сотрудников Ленинградского метрополитена открыта база семейного отдыха на реке Оредеж.
- 28 сентября: введен в эксплуатацию участок Невско-Василеостровской линии (ныне линия 3) от станции «Василеостровская» до станции «Приморская» протяженностью 2,36 км[источник не указан 2712 дней].
- Введено в эксплуатацию электродепо «Северное».
- Закончено усиление системы тягового и внешнего электроснабжения Невско-Василеостровской линии (ныне линия 3) для пропуска 44 пар шестивагонных составов с двигателями 110 кВт.
- Начато оснащение линий метрополитена охранно-пожарной сигнализацией.

### 1980
- Все станции оснащены световыми информационными указателями и пиктограммами.
- 18 июля: после реконструкции введены в строй наземный вестибюль и наклонный ход станции «Технологический институт II».
- Ноябрь: открыт санаторий-профилакторий метрополитена на 400 мест в Зеленогорске.
- Завершена реконструкция электрочасового хозяйства с установкой электронных суточных и интервальных часов с секундным отсчётом времени.
- Создан музей метрополитена.
- Переведены на телеуправление санитарно-технические устройства Невско-Василеостровской линии (ныне линия 3).

### 1981
- Впервые на метрополитене создана вагон-лаборатория по проверке путевых технических средств КСАУП, АЛС, радиосвязи, энергообеспечения.
- 10 июля: введён в эксплуатацию участок Невско-Василеостровской линии (ныне линия 3) от станции «Ломоносовская» до станции «Обухово» протяжённостью 4,3 км[источник не указан 2712 дней].
- Объём перевозки пассажиров превысил два миллиона человек в сутки.
- На площадке депо «Московское» закончено строительство рельсосварочной базы с механическими мастерскими службы пути.
- Создан вычислительный центр метрополитена.

### 1982
- На Московско-Петроградской линии (ныне линия 2) установлен первый прибор обнаружения нагрева букс проходящих поездов.
- На Невско-Василеостровской линии (ныне линия 3) введена система автоматической локомотивной сигнализации с автоматическим регулированием скорости — АЛС-АРС.
- 4 ноября: введён в эксплуатацию участок Московско-Петроградской линии (ныне линия 2) от станции «Петроградская» до станции «Удельная» протяжённостью 7,19 км[источник не указан 2712 дней].

### 1983
- Прошла обкатка первого в стране вагона метрополитена с асинхронным тяговым приводом.
- Начата замена на подстанциях масляных трансформаторов СЦБ на сухие.
- В депо «Московское» введён в действие первый на метрополитене оздоровительный комплекс.

### 1984
- На совмещённых тягово-понизительных подстанциях начата установка телеуправляемых защитных заземлителей 825 В.
- Задействована система автоматического и дистанционного управления освещением на первых четырёх станциях.
- 28 декабря: введен в эксплуатацию участок Невско-Василеостровской линии (ныне линия 3) от станции «Обухово» до станции «Рыбацкое» протяжённостью 3,23 км[источник не указан 2712 дней].

### 1985
- На станциях «Московские ворота» и «Петроградская» введены первые системы управления работой станции с теленаблюдением за пассажиропотоком от вестибюля до платформы — СУРСТ.
- 30 декабря: введена в эксплуатацию первая очередь Правобережной линии (ныне линия 4) от станции «Площадь Александра Невского-2» до станции «Проспект Большевиков» протяжённостью 6,83 км[источник не указан 2712 дней].
- На Правобережной линии (ныне линия 4) задействовано новое основное средство сигнализации при движении поездов АЛС-АРС.

### 1986
- Принята в эксплуатацию первая очередь автоматизированной системы управления метрополитеном — АСУ-метро.
- Введено в эксплуатацию электродепо «Невское».
- На Московско-Петроградской линии (ныне линия 2) введена в эксплуатацию система АЛС-АРС.
- Май: создано проектное конструкторское технологическое бюро метрополитена.

### 1987
- 1 октября: введён в эксплуатацию участок Правобережной линии (ныне линия 4) от станции «Проспект Большевиков» до станции «Улица Дыбенко» протяжённостью 1,76 км[источник не указан 2712 дней].

### 1988
- 19 августа: введен в эксплуатацию участок Московско-Петроградской линии (ныне линия 2) от станции «Удельная» до станции «Проспект Просвещения» протяженностью 3,73 км[источник не указан 2712 дней].
- База отдыха «Кабардинка» на Чёрном море приняла первых отдыхающих.

### 1989
- При дорожной больнице имени Ф. Э. Дзержинского для сотрудников Ленинградского метрополитена построен лечебный корпус на 500 коек.
- На Московско-Петроградской линии (ныне линия 2) введены автоматический контроль параметров воздуха и автоматизированная система дистанционного управления тоннельной вентиляцией.
- Сдана в эксплуатацию первая очередь базы ремонта эскалаторов в промышленной зоне «Рыбацкое».
- В вагонах появляются рекламные объявления.

### 1990
- Введена в действие первая в Ленинграде и области установка по утилизации люминесцентных ламп.
- Для поликлиники метрополитена построено новое здание на Трамвайном проспекте, д. 22, корп. 2.
- Внедрён вагон-габаритометр, выполненный силами ПКТБ и службы пути на базе вагона серии «Ем».

### 1991
- Профессионально-техническое училище № 115 переименовано в технический лицей метрополитена.
- Декабрь: метрополитен передан из МПС в ведение администрации города.
- 30 декабря: введён в эксплуатацию участок Правобережной линии (ныне линия 4) от станции «Площадь Александра Невского-II» до станции «Садовая» протяжённостью 4,69 км[источник не указан 2712 дней].

### 1992
- Вместо прямых денег, для оплаты проезда введён жетон.
- Кировско-Выборгская (ныне линия 1) и Невско-Василеостровская (ныне линия 3) линии оборудованы системой автоматического контроля параметров воздуха.
- Июль: образовано Государственное предприятие пассажирского транспорта «Петербургский метрополитен» (ГППТ «Петербургский метрополитен»), являющееся правопреемником Ленинградского ордена Ленина метрополитена им. Ленина. Изменён логотип метро.
- 1 июля — переименованы станции Петербургского метрополитена: «Комсомольская» (Кировско-Выборгская линия) в «Девяткино», «Площадь Мира» (Московско-Петроградская линия) в «Сенную площадь», «Красногвардейская» (Правобережная линия) в «Новочеркасскую».
- Декабрь: на Петербургском метрополитене создана служба социальных объектов.
- 7 декабря: время закрытия вестибюлей станций Петербургского метрополитена для входа пассажиров сокращено с 01:00 до 00:30 ночи[2].

### 1993
- Начаты испытания первого в стране поезда метрополитена с асинхронным тяговым приводом.[источник не указан 159 дней]
- Введена система нумерации линий метрополитена, и каждой был присвоен свой номер и цвет[3].
- Начата замена световых символов на фасадах вестибюлей станций[3].
- На пересадочном узле «Площадь Восстания» — «Маяковская» произведена замена трёхленточных эскалаторов ЛП-6 на четырёхленточные, тип ЭТ-12, без изменения габаритов камеры пересадки.[источник не указан 159 дней]

### 1994
- Подготовлены новые редакции Правил технической эксплуатации, Инструкции по сигнализации, Инструкции по движению поездов и маневровой работе (введены в действие в 1995 году).

### 1995
- Июнь: внедрена первая очередь системы прохода пассажиров в метрополитен по магнитным картам.
- Декабрь: на участке между станциями «Лесная» и «Площадь Мужества» произошёл размыв тоннелей и их затопление. Движение поездов прекращено, и линия 1 разорвана.

### 1996
- Начата разработка и внедрение нового поколения устройств по управлению движением поездов на основе микропроцессорной техники — системы «Движение», которая призвана существенно расширить круг решаемых задач и заменить устаревшие системы централизации стрелок и сигналов, автоведения поездов.
- 29 сентября: время закрытия вестибюлей конечных станций Петербургского метрополитена для входа пассажиров сокращено с 00:30 до 00:00 ночи. Время закрытия остальных вестибюлей — по графику прохождения последнего поезда. Время открытия вестибюлей станций установлено в 5 часов 45 минут (до этого 05:35)[4].
- 19 декабря — на 1 линии происходит взрыв, в ходе которого один из двух находящихся в вагоне пассажиров был оглушен взрывной волной.

### 1997
- Начата разработка и внедрение Комплексной автоматизированной системы диспетчерского управления (КАС ДУ). Новая система использует микропроцессорную технику, предназначена для диспетчерского контроля и управления движением поездов, объектами энергоснабжения и сантехустройствами и призвана заменить устаревшие и физически изношенные системы телемеханики.
- 15 сентября: введен в эксплуатацию участок Правобережной линии (линия 4) от станции «Садовая» до станции «Чкаловская» (без станции «Адмиралтейская») протяжённостью 4,73 км[источник не указан 2712 дней].
- Служба спецсооружений метрополитена вошла в состав электромеханической службы.

### 1998
- Январь: проведено техническое перевооружение 65 вестибюлей Петербургского метрополитена универсальными турникетами нового поколения УТ-96.
- В автоматизированной системе контроля оплаты проезда в метрополитене (АСКОПМ) внедрена третья очередь — база данных проездных документов, позволяющая работать в реальном времени и вести мониторинг состояния технических средств системы.

### 1999
- 14 января: введён в эксплуатацию участок Правобережной линии (линия 4) от станции «Чкаловская» до станции «Старая Деревня» протяжённостью 4,11 км[источник не указан 2712 дней].
- 3 сентября: на действующем участке «Чкаловская» — «Старая Деревня» Правобережной линии (линия 4) введена в эксплуатацию станция «Крестовский остров».

### 2000
- 1 мая: станция «Рыбацкое» закрыта на реконструкцию до 1 апреля 2001 года.
- Август: создана служба договорных отношений.
- 5 сентября: зарегистрировано Санкт-Петербургское государственное унитарное предприятие «Петербургский метрополитен» (ГУП «Петербургский метрополитен»), которое находится в ведении Комитета по транспорту.
- Сентябрь: создана служба капитального строительства.
- Сентябрь: введена в опытную эксплуатацию 1-я очередь Комплексной автоматизированной системы диспетчерского управления (КАС ДУ).

## XXI век

### 2001
- Январь: открыта первая очередь электродепо «Выборгское».
- Май: создана служба сбора доходов.
- Ноябрь: создана служба общественного питания.
- Станции «Академическая» и «Политехническая» оснащены станционной аппаратурой комплексной системы обеспечения безопасности движения и автоматизированного управления движением поездов (СА КСД).
- Начаты эксплуатационные испытания микропроцессорной системы интервального регулирования движения поездов с рельсовыми цепями, использующими фазоразностную модуляцию сигналов.

### 2003
- Июль: создана служба контроля на метрополитене. В её состав введён отдел ведомственной пожарной охраны.
- Осуществлён перевод на Комплексную автоматизированную систему диспетчерского управления диспетчерских центров управления линий 1,3 и 4.
- Проведены эксплуатационные испытания системы автоматической идентификации номеров маршрутов на линии 4.
- Введена первая очередь автоматизированной системы учёта и анализа работы линий метрополитена (АСУ АРЛМ).
- Завершено внедрение Поездной аппаратуры комплексной системы обеспечения безопасности движения и автоматизированного управления движением поездов (ПА КСД) — на линии 2 (оснащён весь парк — 63 состава электродепо «Московское»).
- Завершены эксплуатационные испытания станционной аппаратуры комплексной системы обеспечения безопасности движения и автоматизированного управления движением поездов (СА КСД) на станциях «Академическая» и «Политехническая».
- Введён в эксплуатацию второй перегонный тоннель между станцией метро «Проспект Просвещения» и электродепо «Выборгское», организовано полноценное двухпутное движение.
- К 300-летию Санкт-Петербурга на всех станциях метро произведена почти полная замена всех указателей.

### 2004
- 26 июня: восстановлено движение от станции «Лесная» до станции «Площадь Мужества» на Кировско-Выборгской линии (линия 1).
- Август: ликвидирована дирекция строящегося метрополитена.
- Внедрена технология бесконтактных смарт-карт (БСК). Станции метрополитена оснащены устройствами обработки бесконтактных смарт-карт.
- На метрополитене внедрена корпоративная электронная почта и автоматизированная система электронного документооборота.
- Перевод Кировско-Выборгской линии с 7-вагонных составов на 8-вагонные.

### 2005
- 2 апреля: введён в эксплуатацию участок Правобережной линии (линия 4) от станции «Старая Деревня» до станции «Комендантский проспект» протяжённостью 2,66 км, ныне вошедший в состав 5 линии.
- 25 августа: станция «Пролетарская» закрыта на реконструкцию до 25 февраля 2007 года.
- 14 ноября: открылся новый музей Петербургского метрополитена в «Доме связи-2», расположенном рядом с вестибюлем станции «Приморская».
- 15 ноября: Петербургский метрополитен отметил своё 50-летие. Со станции «Автово» под звуки военного оркестра отправился «ретро-поезд», в состав которого вошли несколько наиболее старых вагонов, окрашенных по «старой» схеме окраски.

### 2006
- 10 августа: закрыт на реконструкцию вестибюль станции «Владимирская» до 1 марта 2008 года.
- 17 ноября: после реконструкции досрочно открыта станция «Пролетарская».
- 22 декабря: на действующем участке «Проспект Просвещения» — депо «Выборгское» открыта наземная станция «Парнас».

### 2008
- 16 февраля: после реконструкции открыт вестибюль станции «Владимирская».
- 23 августа: вестибюль станции «Гостиный двор» досрочно закрыт на реконструкцию в связи с аварийным состоянием наклонного хода.
- 11 октября: в связи с реконструкцией наклонного хода, станция «Горьковская» закрыта на капитальный ремонт.
- 18 декабря: открыта вторая очередь электродепо «Выборгское».
- 20 декабря: открыт 1-й участок новой 5 линии от станции «Звенигородская» до станции «Волковская», но в связи с неоткрытием станции «Спасская» и, как следствие, невозможностью подключения участка «Комендантский проспект» — «Садовая» к новопостроенному участку, организовано временное челночное движение между этими двумя станциями по обоим путям.

### 2009
- 7 марта: на Правобережной линии открыта станция «Спасская», ставшая конечной станцией этой линии. Участок «Комендантский проспект» — «Садовая» присоединён к участку «Звенигородская» — «Волковская» с образованием полноценной 5 линии, челночное движение между «Звенигородской» и «Волковской» прекращено.
- 31 августа: после капитального ремонта открыт вестибюль станции «Гостиный двор».
- 26 декабря: открыты наземные вестибюли станций «Звенигородская» (новый) и «Горьковская» (после реконструкции).

### 2010
- 17 мая: вестибюль станции метро «Площадь Александра Невского-1» закрылся на капитальный ремонт.
- 13 ноября: Петербургскому метрополитену исполнилось 55 лет. В связи с этим выпущена книга «Санкт-Петербургский метрополитен: Путеводитель по петербургской подземке» и Юбилейный жетон «55 лет Петербургскому метрополитену».
- 30 декабря: на действующем участке «Звенигородская» — «Волковская» введена в эксплуатацию станция «Обводный канал».

### 2011
- 12 февраля: пересадочный узел станций метро «Садовая» ↔ «Спасская» ↔ «Сенная площадь» запущен в режиме полноценной работы.
- 31 марта: после капитального ремонта наклонного хода открылся вестибюль станции «Площадь Александра Невского-1».
- 28 декабря: на действующем участке «Садовая» — «Спортивная» введена в эксплуатацию станция «Адмиралтейская».

### 2012
- 1 февраля: вестибюль станции «Невский проспект» (выход на канал Грибоедова) закрыт на капитальный ремонт.
- 28 декабря в 12:00 состоялось торжественное открытие станций 5 линии «Бухарестская» и «Международная», а также вестибюля станции «Невский проспект».

### 2013
- 5 января: станция «Петроградская» закрыта до 15 ноября 2013 года в связи с капитальным ремонтом наклонного хода и наземного вестибюля.
- Август: открыта третья очередь электродепо «Выборгское», депо введено в эксплуатацию в полном объёме.
- 7 ноября: открыт наземный вестибюль станции «Спасская», в дальнейшем планируется его интеграция в строящийся торгово-развлекательный комплекс.
- 15 ноября: после капитального ремонта открыта станция «Петроградская».
- 1 декабря: наземный вестибюль и наклонный ход станции «Пушкинская» закрыты на капитальный ремонт.

### 2014
- 5 января: станция «Лиговский проспект» закрыта в связи с капитальным ремонтом наклонного хода и наземного вестибюля.
- 3 декабря: станция «Лиговский проспект» открыта после капитального ремонта.

### 2015
- 7 февраля: станция «Выборгская» закрыта в связи с капитальным ремонтом наклонного хода.
- 27 мая: введён в эксплуатацию второй вестибюль станции «Спортивная» с выходом на набережную Макарова и Кадетскую и 1-ю линии Васильевского острова.
- 6 июля: после капитального ремонта открыт наземный вестибюль станции «Пушкинская».
- 11 июля: станция «Василеостровская» закрыта в связи с капитальным ремонтом наземного вестибюля и наклонного хода.
- 25 декабря: станция «Выборгская» открыта после капитального ремонта.

### 2016
- 8 февраля: станция «Елизаровская» закрыта в связи с капитальным ремонтом наклонного хода.
- 27 мая: станция «Василеостровская» открыта после капитального ремонта.
- 29 декабря: станция «Елизаровская» открыта после капитального ремонта.

### 2017
- 28 января: станция «Лесная» закрыта в связи с капитальным ремонтом на 11 месяцев.
- 3 апреля: теракт в Петербургском метрополитене. В поезде, следовавшем со станции «Сенная площадь» на станцию «Технологический институт», прогремел взрыв. Погибло 16 человек, 87 человек пострадали.
- 23 декабря: станция «Лесная» открыта после капитального ремонта.

### 2018
- 26 мая: введён в эксплуатацию участок Невско-Василеостровской линии (линия 3) от станции «Приморская» до станции «Беговая» с промежуточной станцией «Новокрестовская» («Зенит»).
- 30 июля: станция «Академическая» закрыта в связи с капитальным ремонтом на 11 месяцев.

### 2019
- 1 июля: станция «Академическая» открыта после капитального ремонта.
- 5 сентября: введено в эксплуатацию электродепо ТЧ-7 «Южное», но без открытия для пассажиров участка «Международная»—"Шушары".
- Сентябрь: перевод Правобережной линии (линия 4) на 7-вагонные составы, и Фрунзенско-Приморской линии (линия 5) — на 8-вагонные.
- 3 октября: введён в эксплуатацию участок Фрунзенско-Приморской линии (линия 5) от станции «Международная» до станции «Шушары» с промежуточными станциями «Проспект Славы» и «Дунайская». Протяженность участка — 5,23 км[5].

### 2020
- 18 января: режим работы второго вестибюля станции «Проспект Славы» и первого вестибюля станции «Дунайская» был сокращён[6].
- 30 марта: в соответствии с введёнными ограничительными мерами по борьбе с COVID-19 на неопределённый срок закрыты станция «Новокрестовская», а также все вторые вестибюли на промежуточных станциях. На пересадочных узлах также оставлено по одному действующему вестибюлю. Режим работы был сокращён до 22:00. По мере выхода города из ограничений был восстановлен старый режим работы и открылись почти все ранее закрытые вестибюли, кроме станции «Новокрестовская».
- 6 апреля: наземный вестибюль и наклонный ход станции «Технологический институт-1» закрыты на капитальный ремонт и реконструкцию.
- 14 августа: станция метро «Новокрестовская» (линия 3) переименована в «Зенит». При этом открытие для пассажиров с новым названием вновь отложено до окончания «ремонтных работ» (по факту — редизайна и ремонта гидроизоляционных систем).

### 2021
- 9 января: наземный вестибюль и наклонный ход станции «Маяковская» закрыты на капитальный ремонт.
- 10 июня: станция метро «Зенит» вновь открыта для пассажиров.
- 10 декабря: наземный вестибюль и наклонный ход станции «Маяковская» открыты для пассажиров после капитального ремонта.

### 2022
- 6 февраля: вестибюль № 2 и наклонный ход станции метро «Московская» закрыты на капитальный ремонт.
- 1 апреля: вестибюль и наклонный ход станции «Технологический институт-1» открыт для пассажиров после реконструкции.
- сентябрь: количество вагонов в составах 5-й линии сокращено с 8 до 7.
- 25 октября: наземный вестибюль и наклонный ход станции «Чернышевская» закрыты на реконструкцию.
- 12 ноября: на линию 1 вышел первый поезд "Балтиец" с пассажирами.
- 26 декабря: вестибюль № 2 и наклонный ход станции метро «Московская» открыты после капитального ремонта.

### 2023
- 4 марта: наземный вестибюль и наклонный ход станции «Ладожская» закрыты на капитальный ремонт.
- 24 июня: наземный вестибюль станции «Пионерская» закрыт на ремонт.
- 19 августа: наземный вестибюль станции «Пионерская» открыт после ремонта.

### 2024
- 30 января: станция метро «Ладожская» открыта после капитального ремонта.
- 1 июня: вестибюли и наклонные ходы станций «Удельная» и «Фрунзенская» закрыты на капитальный ремонт и реконструкцию соответственно.
- 13 июля: наземный вестибюль и наклонный ход станции «Чернышевская» открыты после реконструкции.
- 27 декабря: введён в эксплуатацию участок Правобережной линии (линия 4) от станции «Спасская» до станции «Горный институт» без промежуточной станции «Театральная»[7].

### 2025
- 25 апреля: станция метро «Удельная» открыта после капитального ремонта.
- 29 июня: вестибюль и наклонный ход станции «Парк Победы» закрыты на реконструкцию.